# مرکز مردمی شهرستان مارین

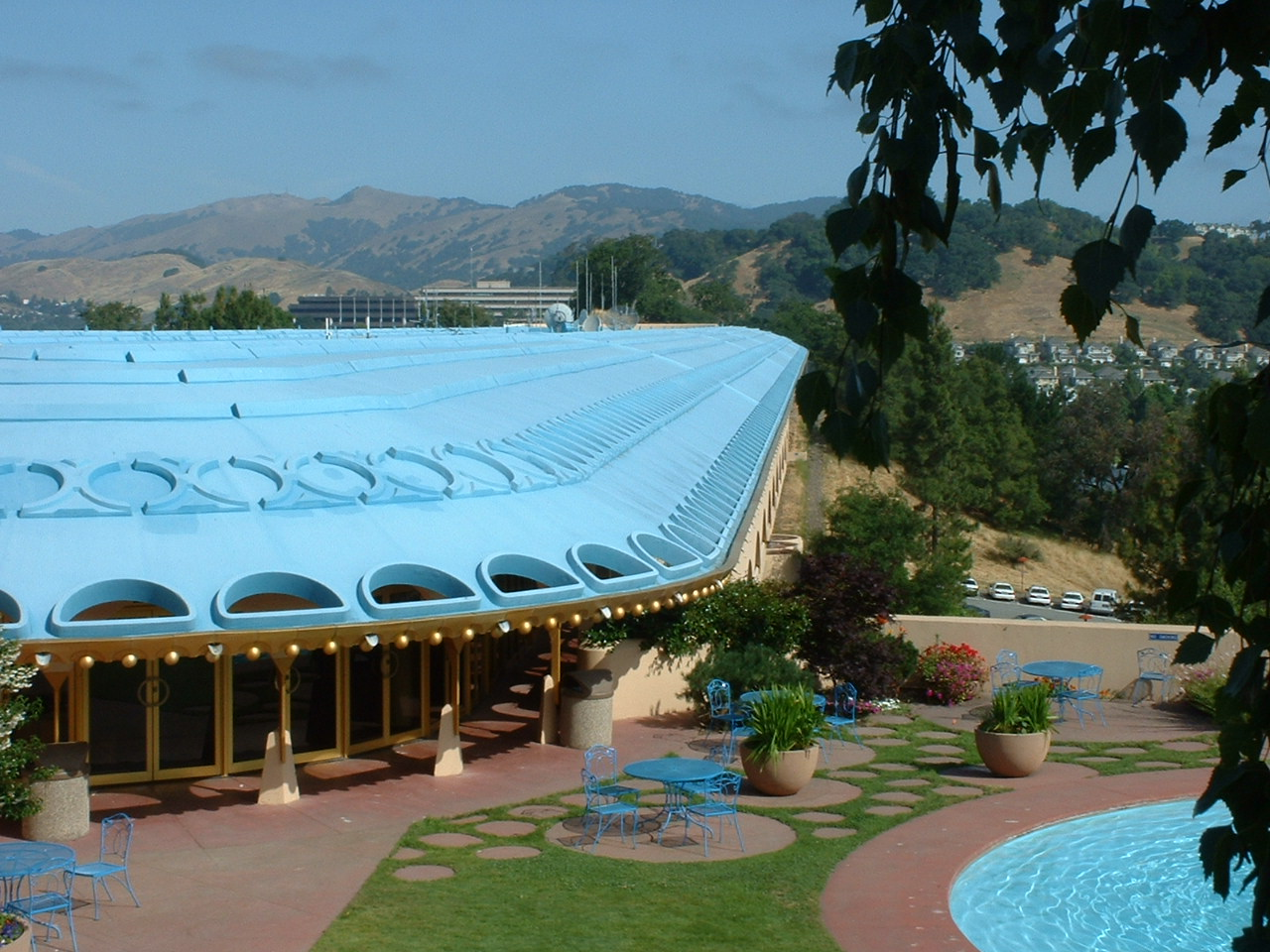

مرکز مردمی شهرستان مارین (به انگلیسی: Marin County Civic Center)، از آثار مشهور فرانک لوید رایت است.
این بنا در شهرستان مارین در شمال کالیفرنیا قرار دارد.
فیلم گاتاکا در اینجا فیلمبرداری شد.

## نگارخانه

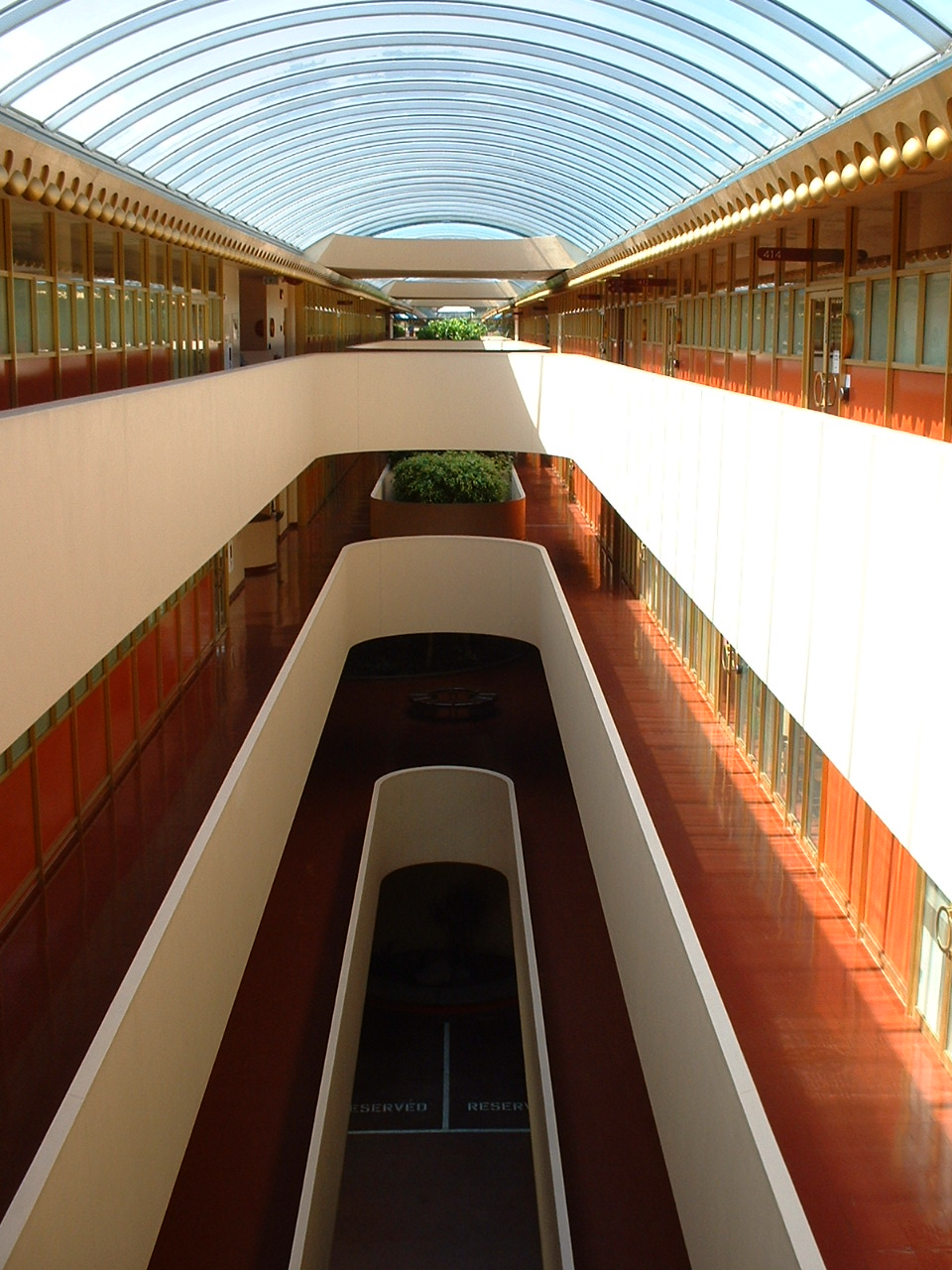
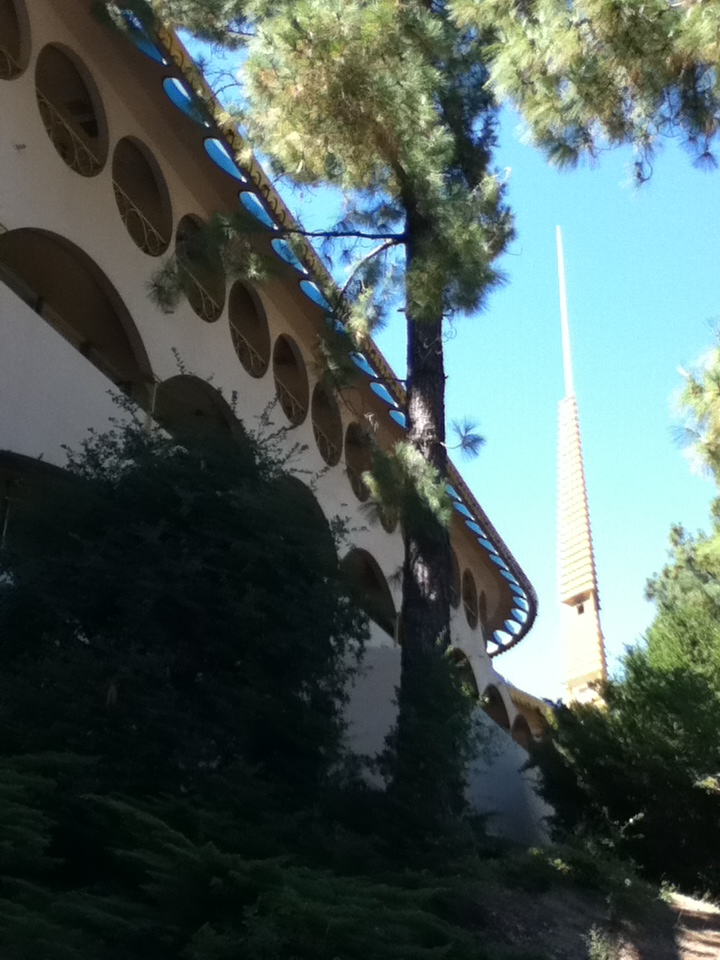
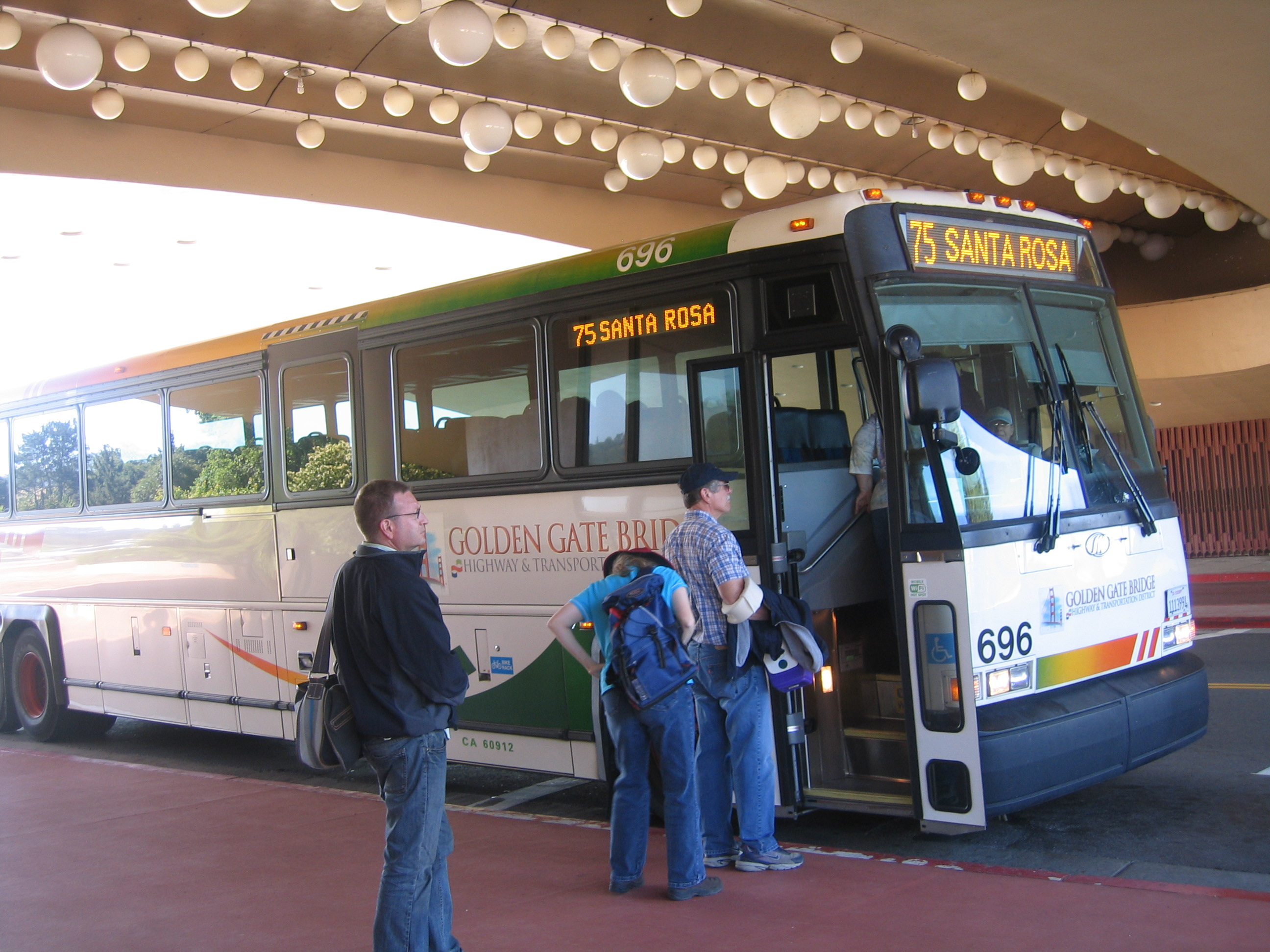
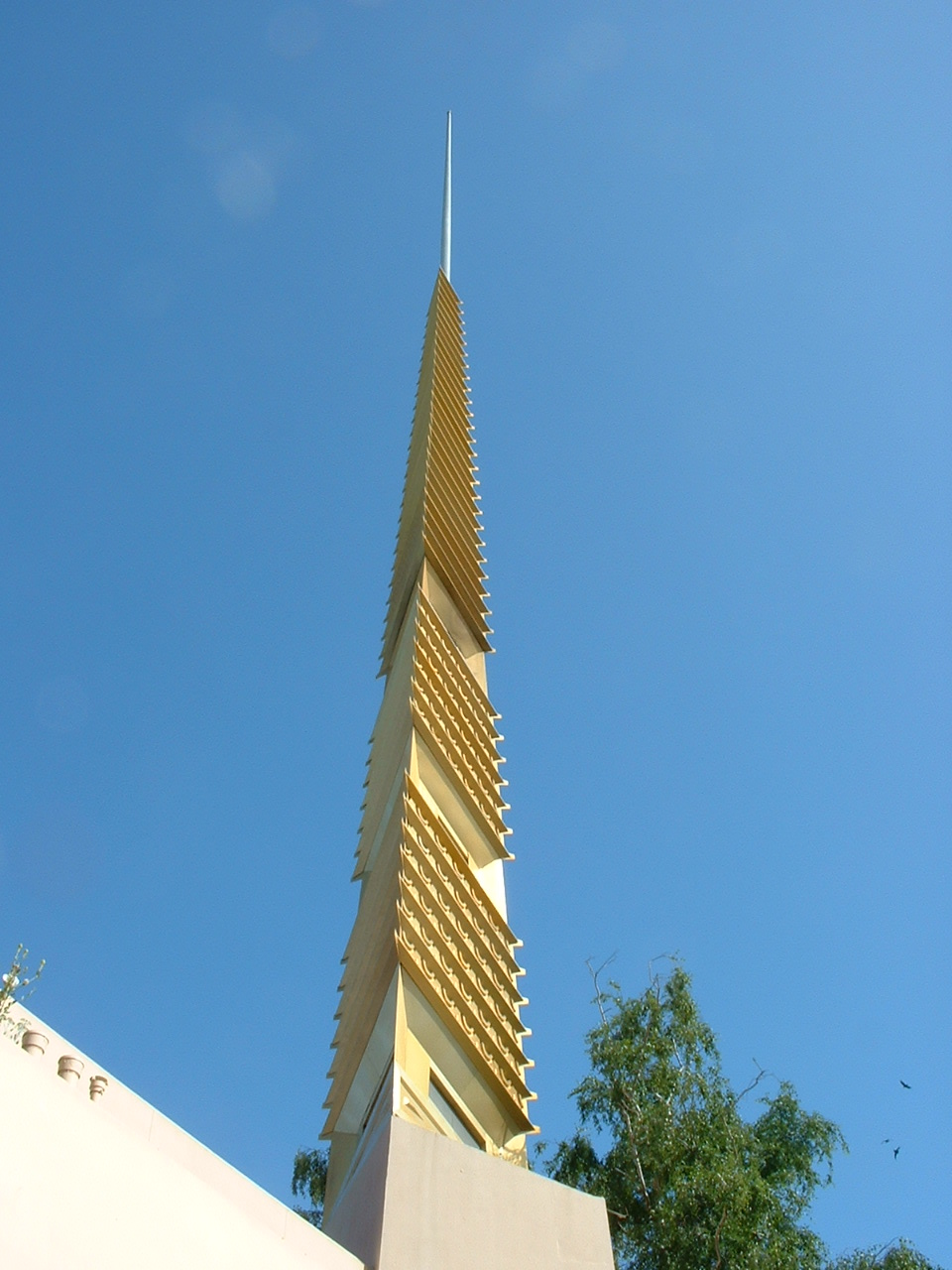
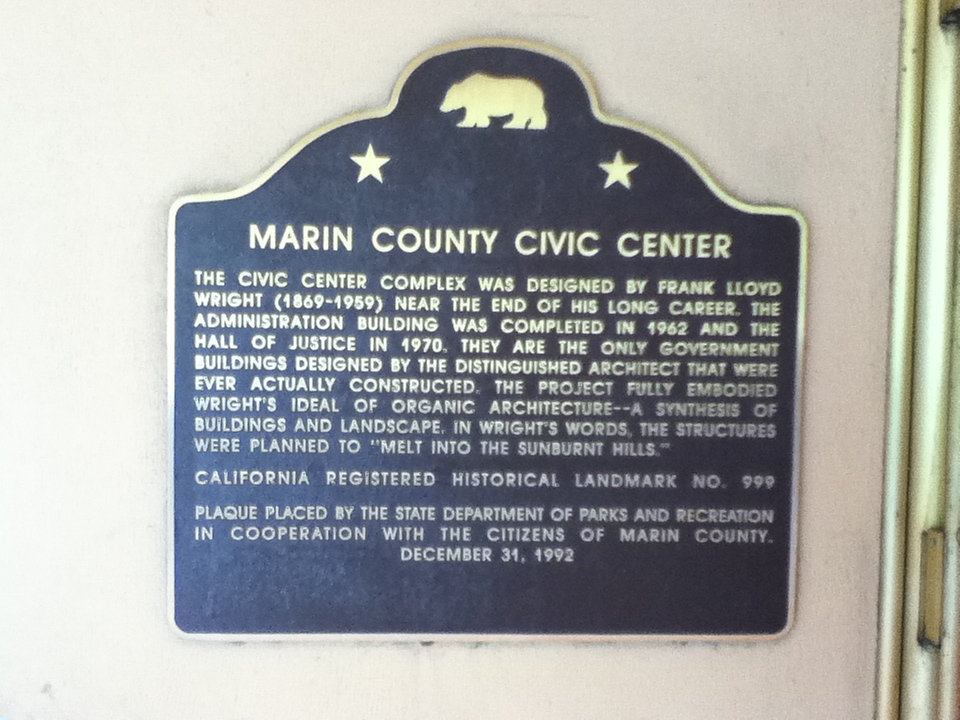
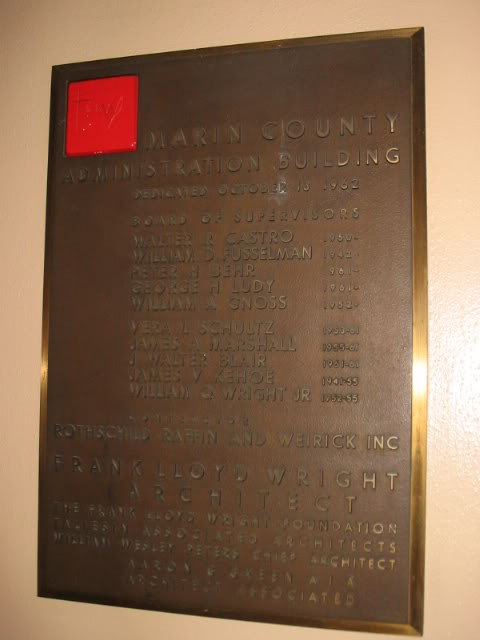
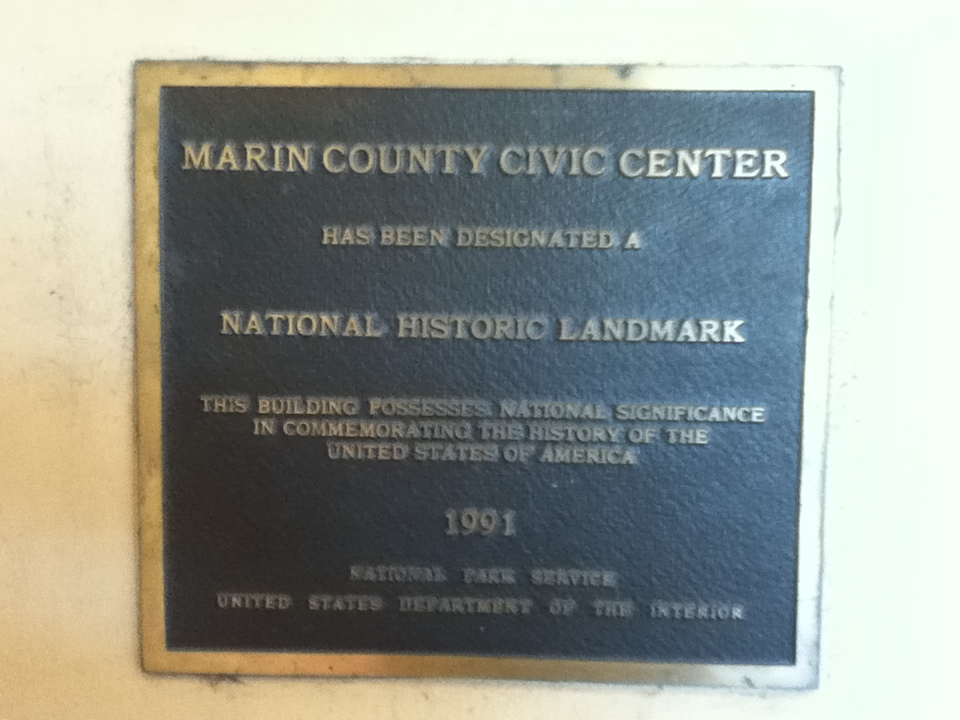